# Saint-Martinien
Saint-Martinien – miejscowość i gmina we Francji, w regionie Owernia-Rodan-Alpy, w departamencie Allier.

## Demografia
Według danych na rok 1990 gminę zamieszkiwały 533 osoby, a gęstość zaludnienia wynosiła 21 osób/km². W styczniu 2015 r. Saint-Martinien zamieszkiwało 645 osób, przy gęstości zaludnienia wynoszącej 25,4 osób/km².